# ضفدع عملاق آسيوي
الضفدع العملاق الآسيوي (باللاتينية: Phrynoidis asper) ويعرف أيضاً بضفدع النهر هو نوع من الضفادع ينتشر في جنوب شرق آسيا، وتوجد عدة ألوان منه رمادي و أخضر وأسود و بُني ويكون حديبي الشكل ويصل طوله لأكثر من 22 سم ويتواجد قرب الجداول السريعة والشلالات.